# Wali di al-Andalus
Dopo l'invasione e la conquista della penisola iberica da parte delle tribù di berberi (detti genericamente Mori dalle coeve cronache cristiane), sotto la guida degli arabi provenienti dalla Siria e dallo Yemen, furono nominati dei governatori o Wālī, che normalmente rispondevano alla wilāya (o Governatorato) di Ifriqīya (in buona parte identificantesi nell'attuale Tunisia) e, solo eccezionalmente, al califfo omayyade di Damasco.
Wālī di al-Andalus, dipendenti dal califfo omayyade di Damasco
- Ṭāriq b. Ziyād. (711-712).
- Mūsā b. Nusayr. (712-714).
- ʿAbd al-ʿAzīz ibn Mūsā. (714-716).

Ayyūb ibn Ḥabīb al-Lakhmī, nipote di Mūsā b. Nuṣayr, fu nominato per alcuni mesi del 716 governatore de facto dall'esercito arabo-berbero ma non fu tecnicamente Wālī, non emanando la sua nomina dal Wālī di Qayrawān, l'unico legittimato in merito dal califfato.
- al-Ḥurr b. ʿAbd al-Raḥmān al-Thaqafī (716-719)
- al-Samḥ b. Mālik al-Khawlānī (719-721)
- ʿAbd al-Raḥmān b. ʿAbd Allāh al-Ghāfiqī (721) ad interim
- ʿAnbasa b. Suḥaym al-Kalbī (721-726)
- ʿUdhra b. ʿAbd Allāh al-Fihrī(726)
- Yaḥyā b. Salāma al-Kalbī (726)
- Ḥudhayfa b. al-Aḥwās al-Qaysī (726-728)
- ʿUthmān b. Abī Nisʿa al-Judhʿāmī (728-729)
- al-Ḥaytham b. ʿUbayd al-Kilābī (729-730)
- Muḥammad b. ʿAbd Allāh al-Ashjāʿī (730)
- ʿAbd al-Raḥmān b. ʿAbd Allāh al-Ghāfiqī (730-732) 2ª volta
- ʿAbd al-Malik b. Qaṭan al-Fihrī (732-734)
- ʿUqba b. al-Ḥajjāj al-Salūlī (734-741)
- ʿAbd al-Malik b. Qaṭan al-Fihrī (741-742) 2ª volta
- Balj b. Bishr al-Qushayrī (742)
- Thaʿlaba b. Salāma al-ʿĀmilī (742)
- Abū l-Khaṭṭār al-Ḥuṣām b. Dirār al-Kalbī (742-745)
- Thuwāba b. Salāma al-Judhʿāmī (745-746)
- Yūsuf b. ʿAbd al-Raḥmān al-Fihrī (746-756)

Praticamente, dopo che il wālī di Qayrawān, Hanzala ibn Safwān, responsabile dell'Ifriqīya, nel 745, fuggendo, l'aveva abbandonata, aveva lasciato i Wālī di al-Andalus direttamente dipendenti dal califfo omayyade di Damasco, che nel 750, fu trucidato, con la maggior parte dei suoi familiari dalla rivoluzione abbaside di Abū l-ʿAbbās al-Saffāḥ, il Wālī di al-Andalus, Yūsuf ibn ʿAbd al-Raḥmān al-Fihrī, non riconoscendo il nuovo califfo, si trovò in una situazione di indipendenza, restando però formalmente un governatore. Il suo successore, ʿAbd al-Raḥmān ibn Muʿāwiya, che era uno dei pochi Omayyadi scampati alla strage, invece si proclamò subito emiro, mettendo in rilievo l'autonomia di al-Andalus dal califfato di Damasco.